# Boriš
Boriš es una localidad de Croacia en el municipio de Končanica, condado de Bjelovar-Bilogora.

## Geografía
Se encuentra a una altitud de 153 m s. n. m. a 125 km de la capital nacional, Zagreb.

## Demografía
En el censo 2011 el total de población de la localidad fue de 8 habitantes.
| Gráfica de población de Boriš 1857-2011                             |
|                                                                     |
| Según los censos de población de la oficina estadística de Croacia. |